# 경상남도거제교육지원청
경상남도거제교육지원청(慶尙南道巨濟敎育支援廳, Geoje Office of Education)은 경상남도 거제시의 교육을 담당하기 위해 경상남도교육청 산하에 설치된 교육지원청이다.
교육장은 장학관으로 보한다.

## 연혁
- 1953년 2월 1일: 통영군 교육구청에서 사무개시
- 1953년 3월 1일: 거제교육구청 개청
- 1964년 1월 1일: 교육자치제 부활(거제군 교육청 발족)
- 1995년 1월 1일: '경상남도거제교육청'으로 개칭
- 2010년 9월 1일: '경상남도거제교육지원청'으로 명칭 변경

## 조직

### 본청
- 교육지원과
  - 교육과정담당
  - 교육지원담당
  - 창의과학담당
  - 평생체육담당
  - 보건급식담당
- 행정지원과
  - 행정지원담당
  - 전산정보담당
  - 교육협력담당
  - 교육재정담당
  - 시설지원담당

### 부속기관
- 거제특수교육지원센터
- 거제Wee센터

### 관내학교
유치원
- 한아름유치원

초등학교
| - 거제고현초등학교 - 거제중앙초등학교 - 거제초등학교 - 계룡초등학교 - 국산초등학교 - 기성초등학교 - 내곡초등학교 - 능포초등학교 - 대우초등학교 - 동부초등학교 - 율포분교 | - 마전초등학교 - 명사초등학교 - 사등초등학교 - 삼룡초등학교 - 송정초등학교 - 수월초등학교 - 숭덕초등학교 - 신현초등학교 - 아주초등학교 | - 양지초등학교 - 연초초등학교 - 오량초등학교 - 오비초등학교 - 옥포초등학교 - 외간초등학교 - 외포초등학교 - 일운초등학교 - 장목초등학교 | - 장승포초등학교 - 장평초등학교 - 제산초등학교 - 중곡초등학교 - 진목초등학교 - 창호초등학교 - 칠천초등학교 - 하청초등학교 |

중학교
| - 거제고현중학교 - 거제장평중학교 - 거제제일중학교 - 거제중앙중학교 - 거제중학교 | - 계룡중학교 - 동부중학교 - 둔덕중학교 - 성포중학교 - 수월중학교 | - 신현중학교 - 연초중학교 - 옥포성지중학교 - 옥포중학교 - 외포중학교 | - 장목중학교 - 지세포중학교 - 하청중학교 - 해성중학교 |